# ولی اسپرینگز (کالیفرنیا)
ولی اسپرینگز، کالیفرنیا (به انگلیسی: Valley Springs, California) یک مکان مختص سرشماری در ایالات متحده آمریکا است که در شهرستان کالاوراس، کالیفرنیا واقع شده‌است.

## خصوصیات
ولی اسپرینگز ۲۵٫۵۷۹ کیلومترمربع مساحت و ۳٬۵۵۳ نفر جمعیت دارد و ۲۰۴ متر بالاتر از سطح دریا واقع شده‌است.